# Dmitri Bykov (écrivain)
Pour les articles homonymes, voir Dmitri Bykov et Bykov.
Dmitri Lvovitch Bykov (en russe : Дмитрий Львович Быков), né le 20 décembre 1967 à Moscou, est un journaliste, écrivain et poète russe. Il est opposé au président Vladimir Poutine.

## Biographie
Fils de médecin pédiatre Lev Silbertrud (1927-1987) et Natalia Bykova (1937-2021) - professeur de littérature russe, Dmitri naît à Moscou. Après le divorcé des parents, il est élevé par sa mère. En tant qu'écolier, il est membre du conseil de la station radio de jeunesse Rovesniki. En 1984, il obtient son baccalauréat avec une médaille d'or -l'équivalent de la mention très bien en URSS - puis, suit des études à la faculté de journalisme de l'université d'État de Moscou dont il est diplômé en 1991, encore avec mention. Depuis 1985, il travaille comme chroniqueur pour le quotidien Sobesednik. Plus tard, il collabore avec Ogoniok (jusqu'en 2007), Iskoustvo Kino (1997-2018), Novaïa Gazeta (depuis 1998), Troud (2006-2011). En 2006-2008, il est rédacteur en chef du Moulin Rouge. En 2009, Bykov a été nommé rédacteur en chef adjoint de l'hebdomadaire Profile.
Il fait ses débuts à la télévision en 1992 dans l'émission Press Club. En 1997-1998, il anime l'émission URSS, ou Scandales, Rumeurs, Enquêtes sur la chaîne REN. En 2000-2003, il dirige son propre programme GOOD, Bykov diffusé le samedi tard dans la nuit sur TV Centre, en 2000-2008, il travaille comme co-animateur de l'émission Vremechko sur la même chaîne.
En 2008, il écrit le scénario du film documentaire Virginité de Vitali Manski.
En 2009, il est animateur invité dans l'émission Born in the USSR sur la chaîne Nostalgie.
De mars 2010 à janvier 2011, il anime le talk-show télévisé Peinture à l'huile sur Pétersbourg TV-5.
l'Union des journalistes de Russie lui décerne le prix des journalistes Plume d'or de Russie en 2010.
En 2011, la chaîne de télévision Dojd lance le projet Poète et citoyen pour lequel Bykov écrit les textes politiques et satiriques en vers qui imitent les grands classiques de littérature russe comme Pouchkine, Nekrassov, Essénine, Tchoukovski, Simonov et les auteur-compositeurs populaires comme Boulat Okoudjava, Vladimir Vyssotski, Leonid Filatov. Les cibles principales de ces moqueries sont le tandem Poutine-Medvedev, la "verticale du pouvoir", le néo-tsarisme et l'oligarchie russe. Les textes sont lus par Mikhaïl Efremov qui livre une performance remarquable. Le projet est repris par l'Écho de Moscou, il s'achève le 5 mars 2012 (le lendemain de l'élection du président de la fédération de Russie).
Jusqu'en 2014, il est professeur au département de littérature et culture mondiales de l'Institut d'État des relations internationales de Moscou, il a également collaboré avec l'université pédagogique d'État de Moscou.
De juin 2015 à février 2022, il anime l'émission de radio Un sur Écho de Moscou.
En décembre 2016, Dmitri Bykov exprime son soutien à Oleh Sentsov accusé de terrorisme et emprisonné en Sibérie occidentale.
Dmitri Bykov a passé cinq jours dans le coma après avoir été malade à bord d'un avion lors d'une tournée de conférences en 2019.
Les médecins ont attribué la maladie à une intoxication alimentaire bactérienne. Mais les symptomes et les circonstances ressemblent fortement au cas de Navalny, pour lequel les médecins ont déclaré qu'il avait été empoisonné au neurotoxique Novitchok.
En septembre 2020, il signe une lettre de soutien aux manifestations en Biélorussie contre le président biélorusse Alexandre Loukachenko.
À l’automne 2021, Bykov quitte la Russie pour les États-Unis. Le 29 juillet 2022, pour ses opinions politiques, il est inclus dans la liste des agents étrangers.
Depuis 2022, il enseigne à la Université Cornell (USA).

### Biographies
- Boris Pasternak (« Борис Пастернак », 2005, récompensé en 2006 par le prix Bolchaïa Kniga), dont la traduction en français par Hélène Henri-Safier (Éditions Fayard) a reçu le Prix Russophonie 2013
- Boulat Okoudjava («Булат Окуджава», 2009)